# Líbano nos Jogos Olímpicos
A primeira participação do Líbano nos Jogos Olímpicos foi em 1948, e desde então, vem participando do maior evento esportivo mundial até hoje. O Líbano foi uma das nações de boicotaram os Jogos Olímpicos de 1956 em protesto da Guerra do Suez. O Líbano também começou a participar dos Jogos Olímpicos de Inverno em 1948 e esteve em todos eles até hoje, com exceção dos Jogos de 1994 e de 1998.
O atletas libaneses têm um saldo de 4 medalhas, sendo 1 no halterofilismo, em 1972 e 3 na luta greco-romana, duas em 1952 e uma em 1980.

## Medalhas do Líbano nos Jogos Olímpicos
| Jogos          | Ouro | Prata | Bronze | Total | Posição |
| 1952 Helsinque | 0    | 1     | 1      | 2     | 32º     |
| 1972 Munique   | 0    | 1     | 0      | 1     | 33º     |
| 1980 Moscou    | 0    | 0     | 1      | 1     |         |
| Total          | 0    | 2     | 2      | 4     | 98º     |

## Medalhas por modalidade
| Modalidade        | Ouro | Prata | Bronze | Total |
| Halterofilismo    | 0    | 1     | 0      | 1     |
| Luta greco-romana | 0    | 1     | 2      | 3     |
| Total             | 0    | 2     | 2      | 4     |